# Carlos Cardoso
Carlos Cardoso (1951-22 de noviembre de 2000) fue un periodista mozambiqueño. Su asesinato siguió a su investigación por corrupción en la privatización del mayor banco de Mozambique.

## Biografía
Cardoso nació en Beira (Mozambique), hijo de inmigrantes portugueses a la colonia, donde su padre llevaba una central láctea. Se educó en Mozambique y fue a la Universidad de Witwatersrand en Sudáfrica. Hablaba portugués, ndau e inglés.

## Independencia de Mozambique
Tras la retirada portuguesa de la administración de la colonia en 1974, siguió la toma de poder del Frente de Liberación de Mozambique y Cardoso estaba en la minoría de mozambiqueños blancos que quedaban en el país. Trabajó para los medios de comunicación del gobierno y desde 1980 en la agencia de prensa estatal. Tras un breve periodo de prisión, trabajó para Samora Machel, para más tarde entrar en Mediacoop, una cooperativa de prensa independiente. En 1989 conoció a su futura esposa, Nina Berg, abogada noruega con la que tuvo dos hijos, Ibo y Milena.

## Editor de prensa y político
En 1997, fundó el periódico Metical y fue elegido para el ayuntamiento de Maputo en 1998. Metical cesó su publicación en 2001.

## Asesinato e investigación
Cardoso fue tiroteado en el centro de Maputo el 22 de noviembre de 2000 mientras investigaba un fraude de 14 millones de dólares durante la privatización del Banco Comercial de Moçambique, el mayor del país.
En 2002, en un juicio con seis sospechosos, tres de ellos apuntaron a Nyimpine Chissano, hijo del presidente de Mozambique Joaquim Chissano, como el pagador del cheque para matar a Cardoso. Anibal dos Santos, ciudadano portugués, fue juzgado en 2003 y condenado a 30 años de prisión por el asesinato.
Nyimpine Chissano fue imputado con el cargo de autoría moral conjunta por este y otros crímenes en mayo de 2006. 